# بدبوها
بدبوها (نام علمی: Lysurus) نام یک سرده از خانواده گندوقارچان است.